# Feinwaage

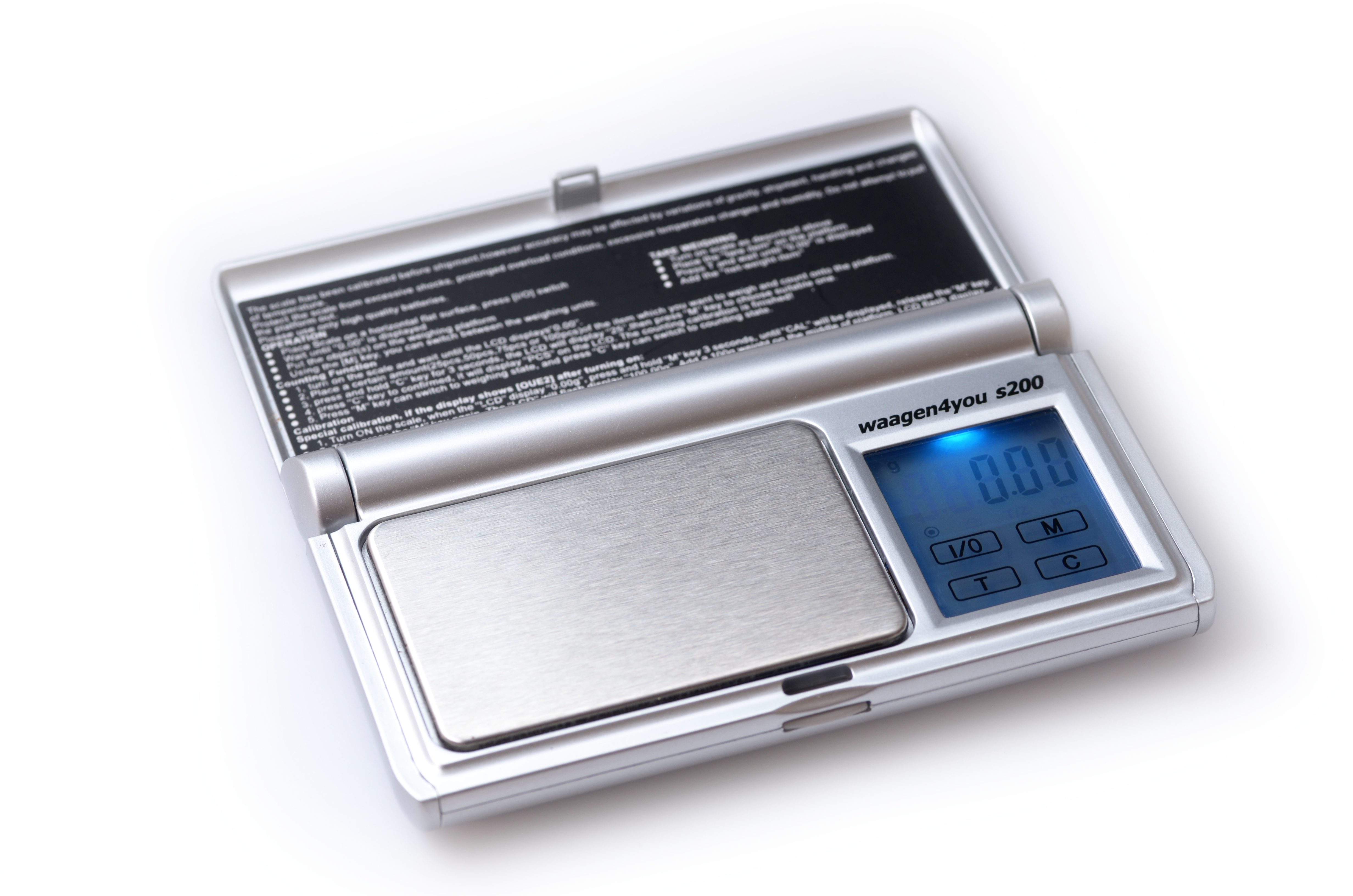
Feinwaage im Taschenformat für Massen bis 200 g

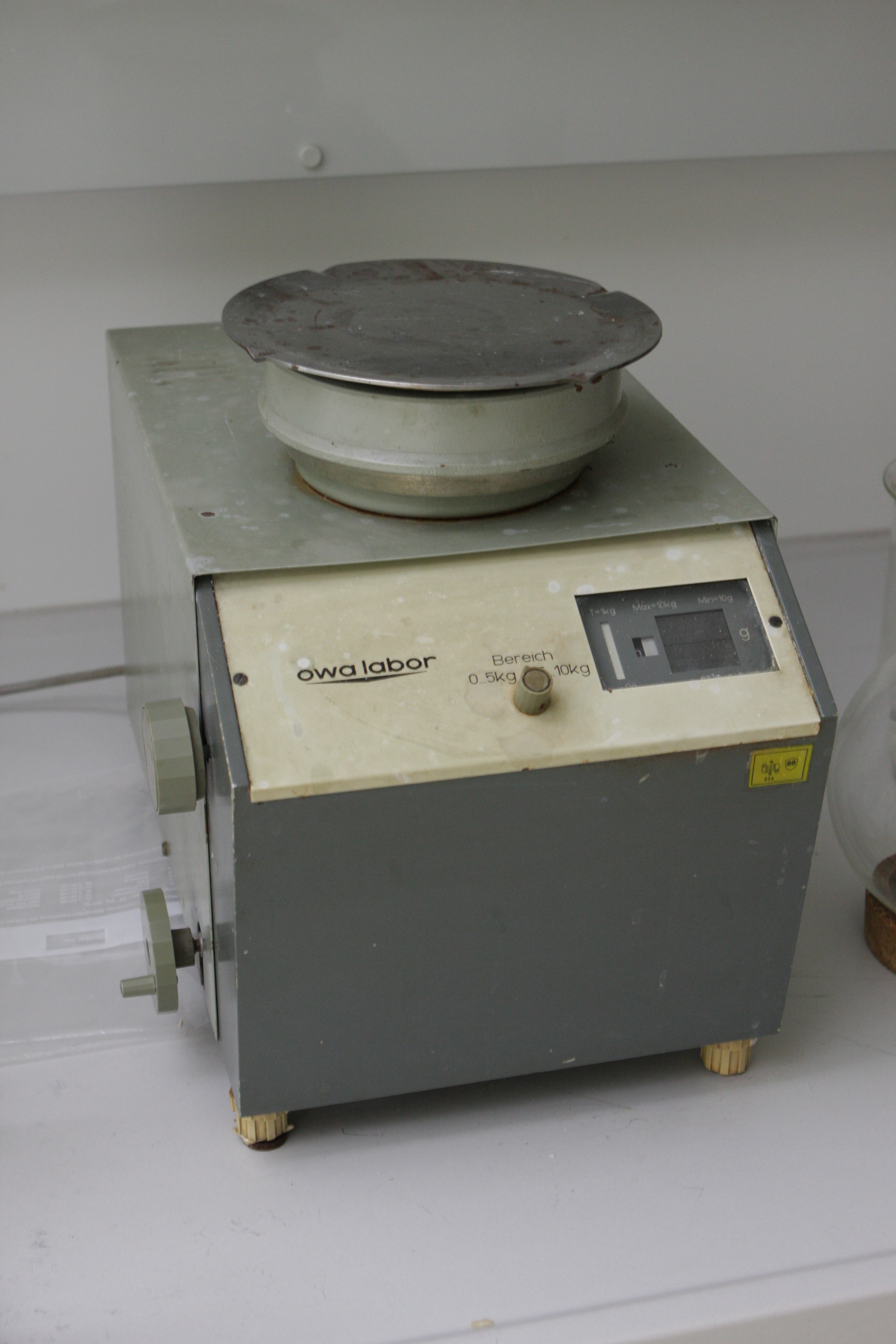
„owa labor“ mit einer Genauigkeit von 0,01 g

Eine Feinwaage oder Präzisionswaage ist eine Waage für Massen von ca. 200 g oder weniger bei einer Auflösung (Ablesegenauigkeit) von 0,1 -0,001 g. Noch genauere Waagen mit einem Auflösungsvermögen von 0,1 mg werden als Analysenwaagen bezeichnet.
Manche Feinwaagen gestatten die Wahl verschiedener Einheiten.
Verwendet werden sie z. B. von Juwelieren, Zahnärzten (Zahngold), Gastronomie (Trüffel, Kaviar), beim Wiederladen, Laboren etc.